# Josephine Skriver
Josephine Skriver (Josephine Skriver Karlsen, Copenhague, 14 de abril de 1993) é uma modelo dinamarquesa.
Angel da Victoria's Secret, é uma das personalidades dinamarquesas mais reconhecidas na Internet, tendo mais de 6,2 milhões de seguidores no Instagram e cerca de 1,6 milhões no Facebook.

## Vida pessoal
Skriver nasceu e cresceu em Copenhague, Dinamarca. A sua mãe é uma analista de TI e seu pai é um biólogo marinho. Ambos os pais são gays, por isso Skriver foi concebida por fertilização in vitro. Ela tem um irmão mais novo, Oliver, com quem ela compartilha dos mesmos pais biológicos e que também foi concebido por fertilização in vitro.
Aos 15 anos, Skriver foi descoberta e mostrou o seu potencial de modelagem durante uma viagem para Nova York com sua equipe de futebol. Pouco tempo depois, ela foi contratada pela Unique Models, uma agência de modelos internacional com sede em Copenhague. Ela foi, consequentemente, abordada por outras agências fora da Dinamarca mas decidiu permanecer na escola e completar os estudos. Depois de terminar o secundário, decidiu seguir a sua carreira de modelo em 2011.

## Carreira
A temporada de estreia de Skriver foi o Outono/Inverno 2011, durante o qual ela abriu para Alberta Ferretti e fechando para Prada. Naquela temporada, ela também desfilou para muitos outros designers de destaque, como Calvin Klein, Rag & Bone, Gucci, Dolce & Gabbana, Givenchy, Valentino, Alexander McQueen, Balenciaga, DKNY e Christian Dior.
Desde então, ela tem desfilado em mais de 300 desfiles de moda, incluindo Chanel, Oscar de la Renta, D & G, Diane von Furstenberg, Donna Karan, Giorgio Armani, Marc Jacobs, Michael Kors, Ralph Lauren, Versace, Tommy Hilfiger, Elie Saab, Vera Wang , Balmain, Badgley Mischka, Céline, Christopher Kane, Giambattista Valli, Louis Vuitton, John Rocha, Temperley London, Erdem, Clements Ribeiro, Dennis Basso, Reem Acra, Ralph Rucci, Richard Chai, Akris, Valentin Yudashkin, Hussein Chalayan, Bottega Veneta, Victoria Beckham, Alaia, Stella McCartney e muitos mais.
Ao longo de sua carreira, ela tem feito campanhas publicitárias para marcas como H & M, Dior, Gucci, Bulgari, DKNY, Michael Kors, MAC Cosmetics, Armani Exchange, Karen Millen, Max Mara, TOPTEN, Tommy Hilfiger, Yves Saint Laurent Beleza, Caleres, Tom Ford, Shu Uemura, Andrew Marc, G-Shock, Victoria Secret e ela tem sido na capa da e destaque em editoriais de várias revistas como Vanity Fair, V Magazine, Interview, L'Officiel, Vs., W, Allure e para a Vogue de diversos países como da Itália, Alemanha, Brasil, Rússia, China, Japão, Austrália e Dinamarca. Desfilou para a Elle do Reino Unido, Suécia, Polônia e México, e também esteve nas passarelas da American Harper's Bazaar.
Ela tem trabalhado com Steven Meisel para a Vogue Itália, Tim Walker para a Vogue americana, Greg Kadel para Vogue alemã, Terry Richardson para a H & M e Patrick Demarchelier para Dior.
Skriver apareceu em catálogos para Victoria's Secret e, desde 2013, tem desfilado no Victoria Secret Fashion Show. Em fevereiro de 2016, foi anunciado que era oficialmente uma das Angels contratadas da marca.

## Causas sociais
Quando os estilistas da Dolce & Gabbana fizeram suas polêmicas declarações sobre a fertilização in vitro, Skriver foi uma das vozes a respondê-los na mesma altura. Filha de uma mãe lésbica e um pai gay, ela é conhecida por militar pelos direitos iguais a todas as famílias.